# دوار الشمس الرمادي
دوار الشمس الرمادي نوع نباتي يتبع جنس دوار الشمس من الفصيلة النجمية.

## البيئة والانتشار
ينتشر في شرق الولايات المتحدة.